# Alucita molliflua
Alucita molliflua là một loài bướm đêm thuộc họ Alucitidae. Loài này có ở Uganda.